# Blake Nelson
Pour les articles homonymes, voir Nelson.
Blake Nelson (né le 31 août 1965 à Chicago) est un écrivain américain.

## Biographie
Blake Nelson a grandi à Portland dans l'Oregon et obtient son diplôme à la Wesleyan University.
Il commence sa carrière en écrivant de courtes pièces humoristiques pour le magazine Details. Ces articles, avec des titres comme « How to Date a Feminist » ou « How to Live on 3 600 $ », étudient le style de vie des habitants de la côte ouest des États-Unis.
Son roman Paranoid Park est adapté dans un film du même nom par Gus Van Sant : Paranoid Park. Le roman a notamment gagné le prix Grinzane en Italie, alors que le film a gagné le prix du 60e anniversaire du Festival de Cannes en 2007.